# The Brand of Cowardice
The Brand of Cowardice è un film muto del 1916 diretto da John W. Noble.

## Trama
Cyril Hamilton, fidanzato a Marcia West, viene accusato di codardia quando si rifiuta di andare in battaglia con la guardia nazionale. Marcia, che è figlia di un colonnello, è disgustata e rompe il fidanzamento. Cyril si riscatterà quando, in seguito, dopo aver salvato la ragazza rapita da Navarete, un bandito messicano, avrà dimostrato il suo coraggio.

## Produzione
Il film, prodotto dalla Rolfe Photoplays, venne girato nello stato di New York, nella Billie Burke home di Tarrytown, nella Correction Farm di New Hampton e al The Monastery di Huntington a Long Island.

## Distribuzione
Distribuito dalla Metro Pictures Corporation, il film uscì nelle sale cinematografiche USA il 23 ottobre 1916.